# Eigenmannia macrops
Eigenmannia macrops är en fiskart som först beskrevs av Boulenger, 1897.  Eigenmannia macrops ingår i släktet Eigenmannia och familjen Sternopygidae. Inga underarter finns listade i Catalogue of Life.